# Ана Сеферовић
Ана Сеферовић (Београд, 9. децембар 1976) српски је драмски писац и песник.

## Биографија
Дипломирала оријенталистику на Филолошком факултету у Београду.
Она је коауторка зборника поезије и аутопоетика нове генерације песникиња Дискурзивна тела поезије која је резултат песничко-теоријске школе при Асоцијацији за женску иницијативу (Београд, 2004).
Софреновићево дело Трагом рода смисао ангажовања је уврштено у антологију савремене поезије 2006.
Књиге су јој превођена на неколико језика.
Радила је као уредница портала Supernovapoetry.net и Levure Littérair.
Она је објављивала у часописима ПроФемина, Књижевни магазин, Поља, Трећи трг, Београдски књижевни лист, Портрет, Ха!Арт, Побоцза (Пољска), Апокалипса (Словенија).

## Дела
- Дубоки континент, (Матица српска, 2000)
- Бескрајна забава, (Народна књига, 2004)
- Звезда од прах шећера, 2012
- Дискретне жене, декоративно дете, данска дога, коауторка